# 巴拉諾韋 (庫皮揚斯克區)
49°36′28″N 37°26′0″E / 49.60778°N 37.43333°E
巴拉諾韋（烏克蘭語：Баранове）是位於烏克蘭東部的村莊，由哈爾科夫州庫皮揚斯克區的舍夫琴科韦市镇負責管轄。該村始建於1850年，面積0.65平方公里，海拔高度153米，2001年人口66，人口密度每平方公里101.5人。